# Ant-Man and the Wasp: Quantumania
Ant-Man and the Wasp: Quantumania är en amerikansk superhjältefilm från 2023 som är baserad på Marvel Comics karaktär Ant-Man. Det är uppföljaren till Ant-Man and the Wasp från 2018 och den trettioförsta filmen i Marvel Cinematic Universe (MCU). Filmen är regisserad av Peyton Reed, med manus av Jeff Loveness.
Filmen hade premiär i Sverige den 15 februari 2023, utgiven av Walt Disney Studios Motion Pictures.

## Handling
Scott Lang och Hope van Dyne, tillsammans med Hopes föräldrar Hank Pym och Janet van Dyne, ger sig ut på ett nytt äventyr för att utforska Quantum Realmen.

## Rollista (i urval)
Källa: 
- Paul Rudd – Scott Lang / Ant-Man
- Evangeline Lilly – Hope van Dyne / Wasp
- Michael Douglas – Hank Pym
- Michelle Pfeiffer – Janet van Dyne
- Jonathan Majors – Nathaniel Richards / Kang the Conqueror
- Kathryn Newton – Cassie Lang
- Bill Murray – Lord Krylar
- Corey Stoll – Darren Cross / M.O.D.O.K.
- Katy O'Brian – Jentorra
- William Jackson Harper – Quaz
- David Dastmalchian – Veb
- Randall Park – Jimmy Woo
- Gregg Turkington – Dale
- Owen Wilson – Mobius M. Mobius (cameo)
- Tom Hiddleston – Loki (cameo)